# Agapanthus africanus
La tuberosa azul, lirio africano o agapanto africano (Agapanthus africanus), es una especie de la subfamilia Agapanthoideae de las amarilidáceas, aunque, según el sistema de clasificación, puede encontrarse incluida en la familia Alliaceae e, incluso, Liliaceae. Procede, en origen, de Sudáfrica, si bien se ha extendido mucho debido a que se utiliza como planta ornamental.

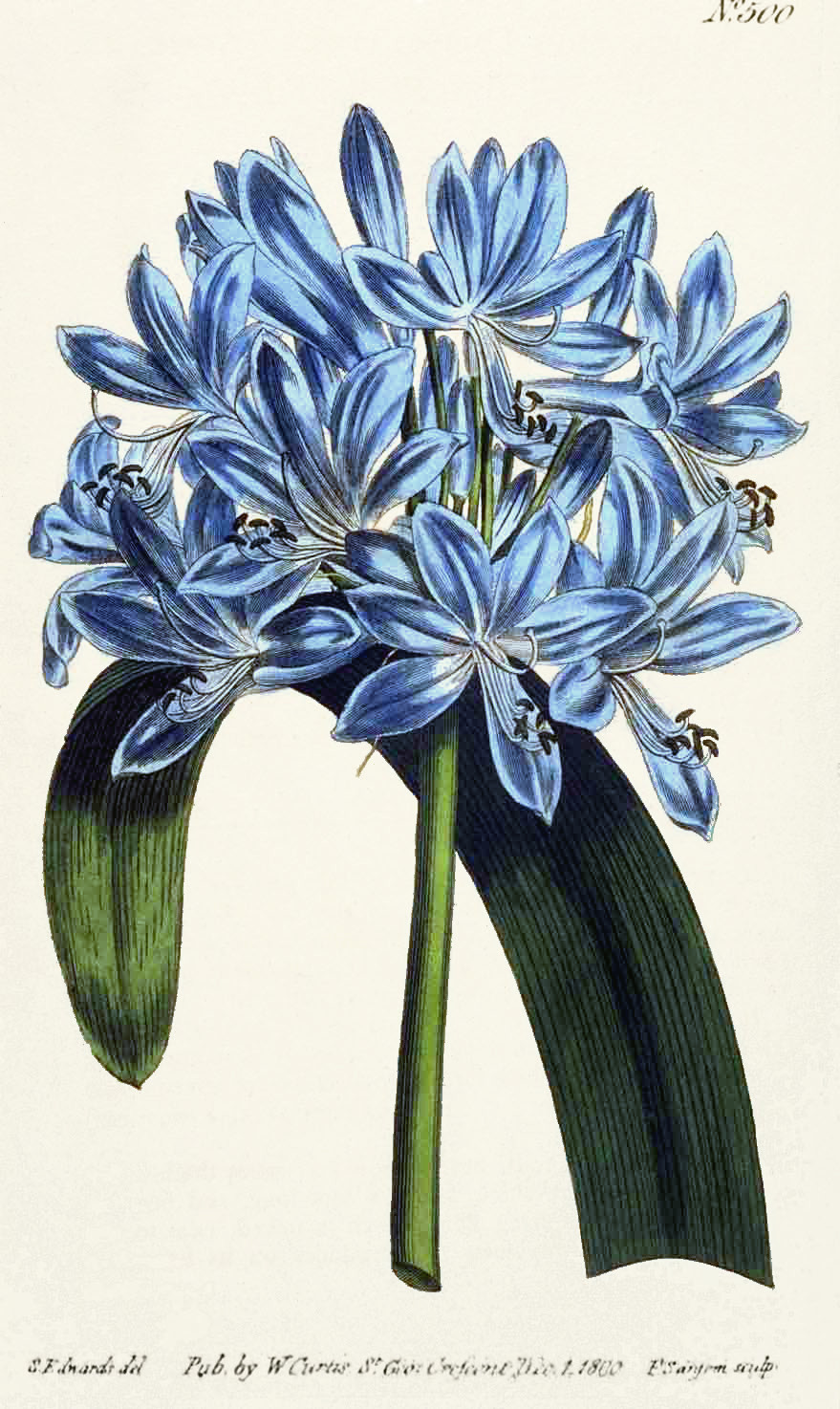
Ilustración

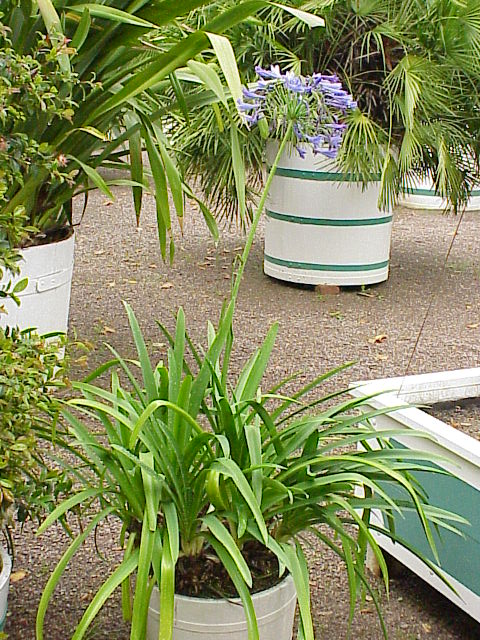
Como planta ornamental

## Descripción
Se trata de una planta herbácea, perennifolia, rizomatosa. Posee un tallo corto que porta varias hojas alargadas, arciformes, de 10 a 35 cm (centímetros) de longitud y de 1 a 2 de ancho, además de un estipe floral de 25 a 60 cm de longitud, que se ve coronado por una umbela de 20 a 30 flores de color violeta brillante o blanco, cada flor, hermafrodita y actinomorfa, de 2,5 a 5 cm de diámetro.

## Cultivo
En el siglo XVII, fue introducida en Europa como planta ornamental de exterior, si bien en zonas en las que las heladas son comunes requiere enmiendas protectoras que eviten su marchitamiento por bajas temperaturas.
Según la especialista Laura Clavera, Posee varios cultivares, como: el ‘Albus’, de flores amarillas; el ‘Shapphire’, de flores azules oscuras; el ‘Aureus’, que las posee doradas; y el ‘Variegatus’, cuyas hojas blancas poseen bandas de un tono verdoso. Todas ellas son comunes en jardinería. Existen variantes también que poseen dos estipes de la inflorescencia por pie y otras que poseen flores de mayor o menor tamaño.
Durante el verano, requiere un riego abundante; su dependencia hídrica es tal que se cultiva principalmente en los márgenes de lagos y corrientes. En origen, se importó a Irlanda y a Inglaterra por esta razón, y no a latitudes más meridionales.
Se propaga vegetativamente mediante división mecánica del rizoma; este proceso debe realizarse recién iniciada la primavera o en otoño. También es posible la reproducción sexual mediante semillas.
No posee marcadas preferencias edáficas; crece bien en cualquier suelo fértil, húmedo y bien drenado.

## Taxonomía
Agapanthus africanus fue descrita por (L.) Hoffmanns. y publicada en Verzeichniss der Pflanzenkulturen 35. 1824.
Subespecies
Comprende dos subespecies:
- Agapanthus africanus africanus.
- Agapanthus africanus walshii (Leighton) Zonn. & Duncan (sin.: Agapanthus walshii L.Bolus, Ann. Bolus Herb. 3: 14 (1920)). Distribuida en el sudoeste de la Provincia Cabo Occidental.

Sinonimia
- Mauhlia africana (L.) Dahl (1787)
- Crinum africanum L. (1753) basónimo
- Agapanthus umbellatus L'Hér.
- Agapanthus minor Lodd. (1817)
- Tulbaghia heisteri Fabric.
- Mauhlia linearis Thunb. (1792)[5]